# Alpaida alticeps
Alpaida alticeps este o specie de păianjeni din genul Alpaida, familia Araneidae. A fost descrisă pentru prima dată de Keyserling, 1879. Conform Catalogue of Life specia Alpaida alticeps nu are subspecii cunoscute.